# Johannes Golla
Johannes Golla (* 5. November 1997 in Rüdesheim am Rhein) ist ein deutscher Handballspieler. Er spielt auf der Position des Kreisläufers.

## Karriere

### Verein
Johannes Golla wuchs in Erbach (Rheingau) auf, einem Stadtteil von Eltville am Rhein, und begann im Alter von fünf Jahren das Handballspielen in seiner Heimatstadt bei der TG Eltville. In der D-Jugend schloss er sich dem TuS Dotzheim an. Drei Jahre später wechselte Golla zur SG Wallau, für die er ebenfalls drei Spielzeiten aktiv war. Anschließend schloss sich Golla der HSG VfR/Eintracht Wiesbaden an, für die er in der A-Jugend-Bundesliga auflief.
Der 1,95 m große Golla spielte ab 2015 bei der MT Melsungen. Er spielte zunächst in der Jugend-Bundesliga für die MT Talents, trainierte parallel aber schon unter Michael Roth in der Bundesliga. Hier schaffte er auch den Sprung in die deutsche Juniorennationalmannschaft. 2016 gab er sein Debüt in der Bundesligamannschaft der MT Melsungen. Ende 2017 wurde bekannt, dass Golla seinen auslaufenden Vertrag bei Melsungen nicht verlängert.
Seit der Saison 2018/19 steht er bei der SG Flensburg-Handewitt unter Vertrag. Mit der SG Flensburg-Handewitt gewann er 2019 die deutsche Meisterschaft. 2020 und 2021 wurde er mit den Norddeutschen Zweiter. In den Spielzeiten 2023/24 und 2024/25 gewann er mit der SG die EHF European League.
Ab der Saison 2026/27 wird er wieder für Melsungen auflaufen.

### Nationalmannschaft
Golla wurde 2016 Vize-Europameister mit der Juniorenauswahl.
Bei der U-21-Handball-Weltmeisterschaft 2017 in Algerien haben die deutschen Junioren im Spiel um den dritten Platz mit 22:23 gegen Frankreich verloren und wurden somit 4.
Golla gab am 9. März 2019 sein Länderspieldebüt für die deutsche Nationalmannschaft.
Er gehörte zum 17er-Aufgebot für die Europameisterschaft 2020 und hatte seinen ersten Einsatz beim Hauptrundenspiel gegen Belarus. Mit der deutschen Auswahl erreichte er bei den Olympischen Spielen in Tokio das Viertelfinale.
Seit dem 2. November 2021 ist Golla Kapitän der deutschen Handballnationalmannschaft. Bei der Europameisterschaft 2022 war Golla mit 28 Toren in sieben Spielen bester Werfer der deutschen Mannschaft. Zusätzlich wurde er als bester Kreisläufer in das All-Star-Team des Turniers gewählt.
Bei der Weltmeisterschaft 2023 erreichte er mit der Nationalmannschaft den fünften und bei der Europameisterschaft 2024 den vierten Platz. Bei den Olympischen Spielen 2024 gewann er mit dem Nationalteam die Silbermedaille. Bei der Weltmeisterschaft 2025 scheiterte die DHB-Auswahl im Viertelfinale und beendete das Turnier auf Rang 6.

## Erfolge
- Deutscher Meister 2019
- DHB-Supercup 2019
- Sieger EHF European League 2024 und 2025
- Silbermedaille Olympische Spiele 2024

## Auszeichnungen
- All-Star-Team der Europameisterschaft 2022
- Handballer des Jahres 2022
- Silbernes Lorbeerblatt 2024[13]

## Sonstiges
Seine jüngere Schwester Paulina Golla spielt ebenfalls Handball in der 1. Bundesliga. Er ist verheiratet und hat zwei Kinder.